# IE Business School
Die IE Business School (ehemals Instituto de Empresa) ist eine private Wirtschaftshochschule mit Sitz in Madrid, Spanien, und gehört zu der IE University. Sie wurde im Jahr 1973 gegründet und zählt zu den führenden Wirtschaftshochschulen Europas. Gemäß internationaler Rankings wie der Financial Times und The Economist nehmen die Bachelor-, Master-, Doktorgrade sowie die Executive Education der Hochschule regelmäßig Spitzenplätze ein.
Die IE Business School besitzt eine Triple Crown-Akkreditierung von AACSB, AMBA und EQUIS. Der Hauptcampus der Hochschule befindet sich in Madrid. Sie hat ebenfalls einen Campus in Segovia und seit 2024 einen neu eröffneten Campus in New York. 

## Geschichte

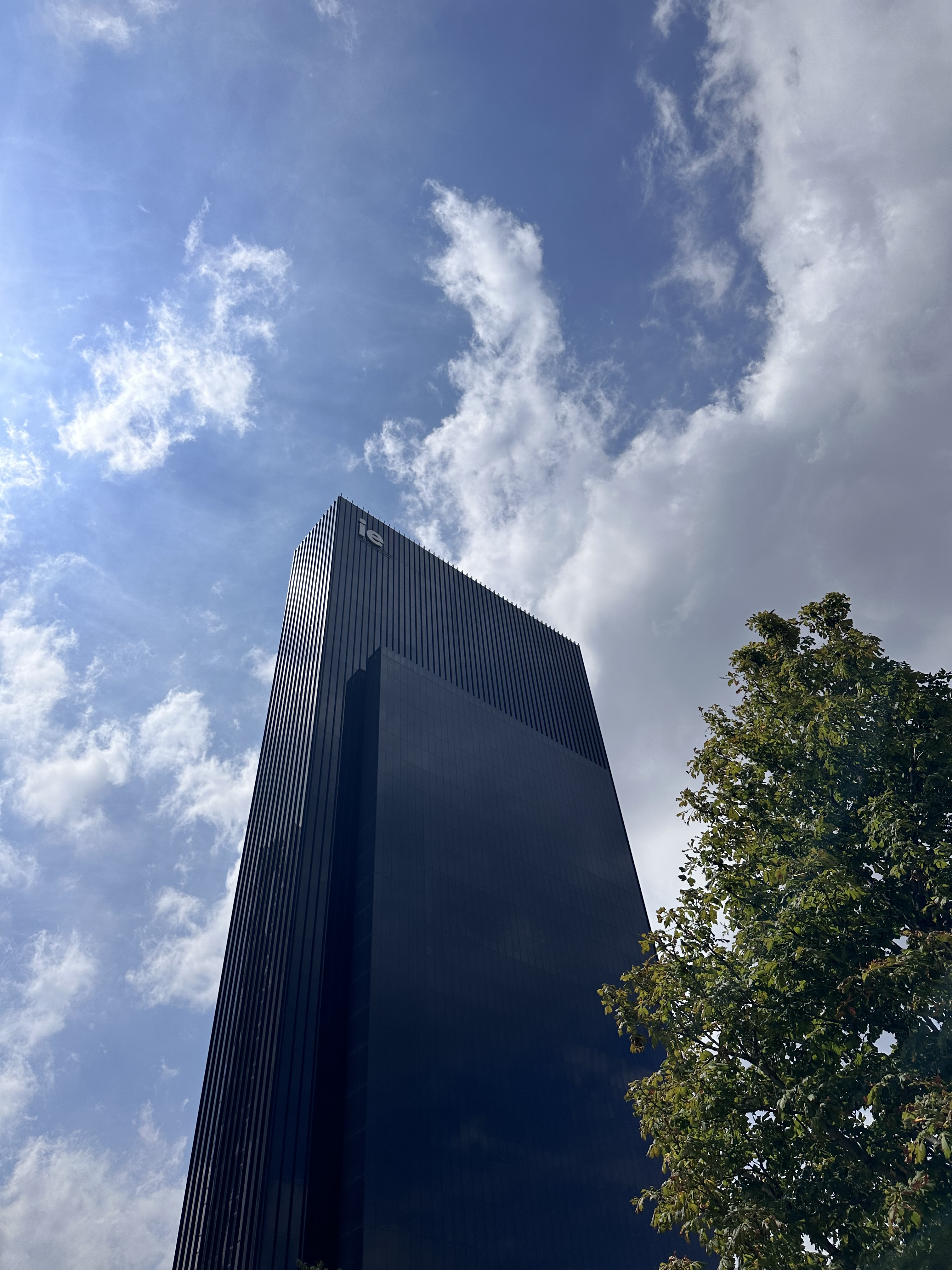
IE Tower im Finanzdistrikts Madrids

Gegründet wurde die Einrichtung 1973 als unabhängige, gemeinnützige private Hochschule. Im Gegensatz zu vielen spanischen Hochschulen wurde sie als religiös neutrale Institution gegründet. Die IE Business School ist die erste Hochschule in Madrid, die den betriebswirtschaftlichen Abschluss Master of Business Administration (MBA) anbot. Die Unterrichtssprache ist teilweise Englisch und teilweise Spanisch. In den englischsprachigen Master-Programmen sind weit über 70 % der Studenten aus dem internationalen Ausland.
Seit 2021 ist der gebürtige US-Amerikaner Lee Newman Dekan der Business School und trat damit die Nachfolge von Martin Böhm an, welcher seit September 2021 Rektor der deutschen Privatuniversität EBS Universität für Wirtschaft und Recht ist.
Da von Seiten der Einrichtung zu wirtschaftlicher Selbständigkeit ermuntert wird, gab es ca. 350 Unternehmensgründungen durch Studenten bzw. Absolventen im Zeitraum zwischen 1995 und 2005.

## Campus
1. Madrid:
Der Hauptcampus befindet sich in Madrid und erstreckt sich über 17 Gebäude entlang der Calle María de Molina. Hier finden die meisten akademischen Programme der Hochschule statt.
2. IE Tower in Madrid:
2021 eröffnete die Hochschule den IE Tower im Finanzviertel Madrids. Es zählt zu den höchsten akademischen Gebäuden Europas und ist das 7. höchste Gebäude in Spanien.
3. Segovia:
In Segovia befindet sich ein weiterer Campus. Das Hauptgebäude ist ein ehemaliges Kloster aus dem 13. Jahrhundert und dient als Standort für verschiedene Bachelor-Programme.
4. Internationaler Campus in New York:
IE Business School hat 2024 einen Campus in New York eröffnet, der sich auf Weiterbildungsprogramme und internationale Kooperationen konzentriert.

## Alumni
- Chamis al-Gaddafi (* 1983), libyscher Militär
- Duke Tam (* 1998), deutscher Unternehmer
- Catharina-Amalia der Niederlande (* 2003), Prinzessin der Niederlande
- Christopher Fuchs (* 1990), Co-Founder von Honest Greens
- Sebastian Mackensen (1975), CEO BMW Nordamerika
- Gerhard Peter Gross, CEO Daimler Financial Services Mexiko
- Alejandro Artacho, Co-Founder von Spotahome
- Bernard Niesner, Co-Founder von Busuu
- Andrés de Léon, CEO Hyperloop Transportation Technologies
- Rifad Mahasneh, CEO OKX MENA
- Pedro Guazo, CEO UN Joint Staff Pension Fund

## Rankings
|                           | 2016 | 2017 | 2018 | 2019 | 2020 | 2021 | 2022 | 2023 | 2024 |
| ------------------------- | ---- | ---- | ---- | ---- | ---- | ---- | ---- | ---- | ---- |
| FT - Global EMBA          | 10   | 13   | 12   | 16   | 12   | 12   | 13   | 6    | 19   |
| FT - Global Online MBA    | 1    | 1    | 2    | 2    | 2    | 2    | 3    | 1    | 1    |
| FT - Master in Finance    | 3    | 8    | 11   |      | 12   | 8    | 8    | 7    | 12   |
| QS - International MBA    |      |      | 8    |      |      |      | 7    | 8    | 9    |
| FT - Master in Management | 7    | 3    | 10   | 16   | 25   | 13   | 17   | 16   | 21   |